# Voisins du troisième type
Pour plus de détails, voir Fiche technique et Distribution.
Voisins du troisième type (The Watch), ou Surveillance au Québec, est une comédie de science-fiction réalisé par Akiva Schaffer et sorti en 2012.

## Synopsis
À la suite du meurtre inexpliqué et mystérieux d'un veilleur de nuit dans un centre commercial (il a eu la peau arrachée et on retrouve sur son cadavre une substance visqueuse verte), Evan décide de créer une milice pour retrouver le meurtrier et sécuriser la ville. Trois candidats se présentent mais le groupe a du mal à démarrer sa mission. Pendant ce temps un voisin fort troublant vient d'emménager dans la maison voisine d'Evan, et un jeune skateur se fait volatiliser en sortant du poste de police. Après une confrontation avec un extraterrestre, le groupe finit par réaliser que les extraterrestres sont partout et prennent la peau de leurs victimes terriennes pour se dissimuler parmi la population. Ils soupçonnent alors le voisin d'Evan et s'infiltrent chez lui, mais la piste s'avère fausse, le voisin n'étant qu'un organisateur de partouzes. L'un des quatre miliciens, Jamarcus, reste à la fête pendant qu'une femme lui fait une fellation. Rejoignant le groupe un peu plus tard il avouera être un alien, et que cet acte sexuel lui a révélé la sensibilité des Terriens. Il explique à ses trois camarades le plan d'invasion de la Terre par les Aliens et leur explique comment le contrecarrer.

## Fiche technique
- Titre : Voisins du troisième type
- Titre québécois : Surveillance[1]
- Titre original : The Watch
- Réalisation : Akiva Schaffer
- Scénario : Jared Stern, Seth Rogen et Evan Goldberg
- Musique : Christophe Beck
- Montage : Dean Zimmerman
- Effets spéciaux : Digital Domain
- Production : Shawn Levy et Tom McNulty
- Société de production : 20th Century Fox et 21 Laps Entertainment
- Société de distribution : 20th Century Fox (États-Unis), Pathe (France)
- Budget : 68 000 000 $
- Pays de production :  États-Unis
- Langue originale : anglais
- Genre : comédie et science-fiction
- Format[2] : 
  - Format : couleur – 2.35:1 – 35mm et cinéma numérique — procédé Digital intermediate et Digital Stills – format négatif digital - DTS / Dolby Digital / SDDS
- Durée : 102 minutes
- Dates de sortie en salles[3] : 
  - Canada, États-Unis : 27 juillet 2012
  - France : 12 septembre 2012

## Distribution
- Ben Stiller (V. F. : Maurice Decoster / V. Q. : Alain Zouvi) : Evan
- Vince Vaughn (V. F. : Bruno Dubernat / V. Q. : François L'Écuyer) : Bob
- Jonah Hill (V. F. : Donald Reignoux / V. Q. : Olivier Visentin) : Franklin
- Richard Ayoade (V. F. : Damien Witecka / V. Q. : Frédéric Millaire-Zouvi) : Jamarcus
- Rosemarie DeWitt (V. F. : Julie Dumas / V. Q. : Isabelle Leyrolles) : Abby
- Will Forte (V. F. : Laurent Morteau / V. Q. : François Trudel) : Sergent Bressman
- Billy Crudup (V.F. : Patrick Delage) : le voisin
- Mel Rodriguez : Chucho
- Doug Jones : Alien
- Erin Moriarty (V.F. : Aude Fraineau) : Chelsea
- Nicholas Braun (V.F. : Yoann Borg / V.Q. Hugolin Chevrette-Landesque) : Jason
- R. Lee Ermey (V.F. : Patrick Borg) : Manfred
- Joe Nunez (V.F. : Mark Lesser) : Antonio Guzman
- Liz Cackowski (en) : Carla
- Johnny Pemberton (V.F. : Benjamin Bollen) : Skatteur
- Sharon Gee : Mme Kim

Source et légende : Version française (V. F.) sur AlloDoublage

## Accueil

### Accueil critique
En France le film a reçu un accueil critique mitigé. Jacques Morice dans Télérama écrit : « À trop chercher à plaire à tous les publics (enfants, ados, geeks...), le film décourage et déçoit tout le monde ». Tandis que Guillaume Loison dans Le Nouvel Observateur souligne que l'échec est « la faute à un scénario perclus de trous d'air et à une mise en scène qui emballe les gags comme un serveur de McDo le ferait d'un double-cheese : sans une once de grâce et dix fois trop de gras ». En revanche, Jean-François Rauge dans Le Monde note favorablement le film en estimant : « Le cinéma burlesque américain continue donc d'être, seul, une plongée sociologique crédible au cœur de l'Amérique.. C'est donc que le film voit juste. »

### Box-office
- France : 226 228 entrées
- États-Unis : 35 353 000 $
- Monde : 67 978 770 $